# Saint-Maur (Belgique)
Pour les articles homonymes, voir Saint-Maur.
Saint-Maur (en wallon Sint-Môr) est une section de la ville belge de Tournai, située en Wallonie picarde et en Flandre romane dans la province de Hainaut.
C'était une commune à part entière avant la fusion des communes de 1977.

## Évolution démographique
- Sources : INS, Rem. : 1831 jusqu'en 1970 = recensements, 1976 = nombre d'habitants au 31 décembre.

## Patrimoine et culture

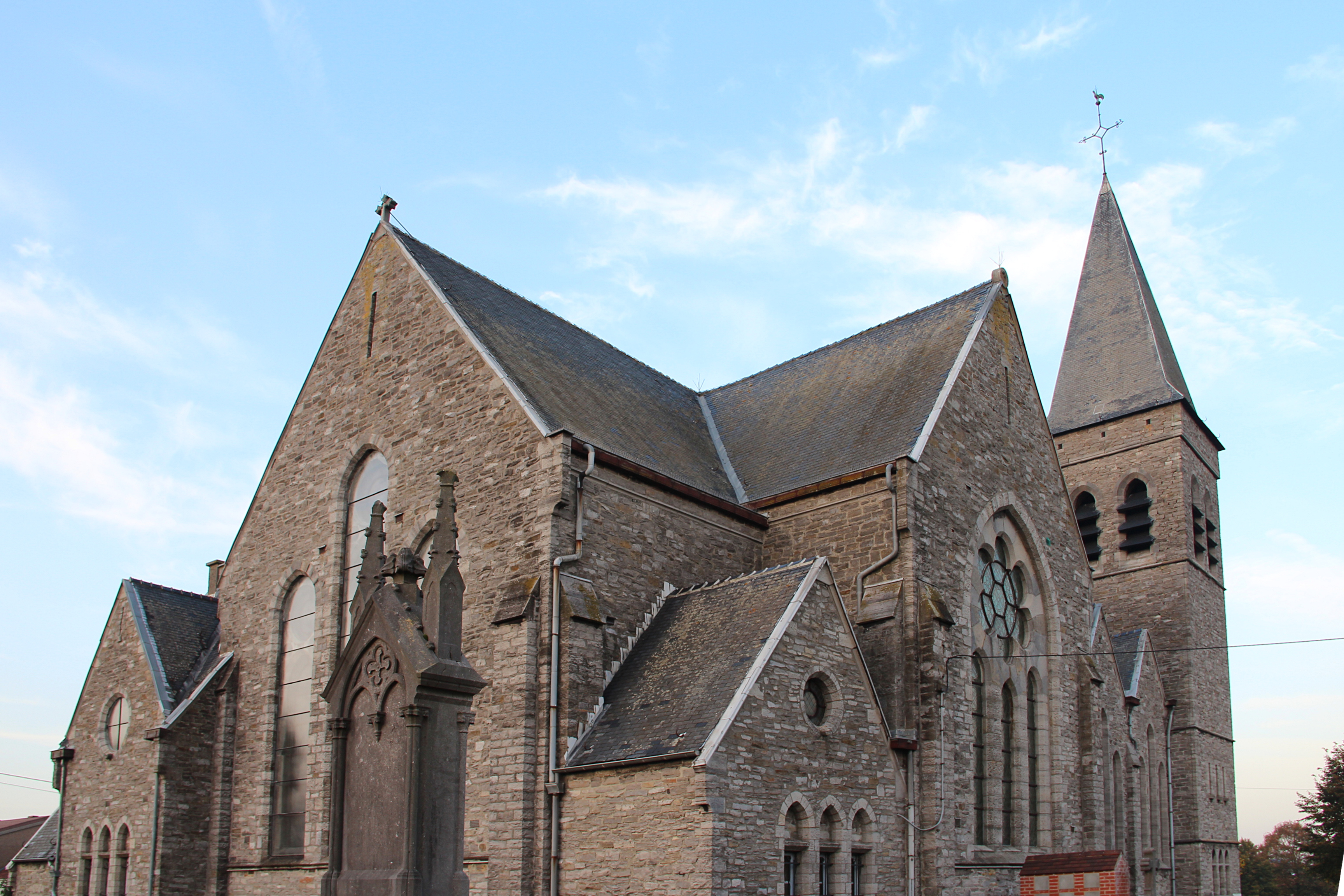
L'église Saint-Pierre (1925).

## Économie

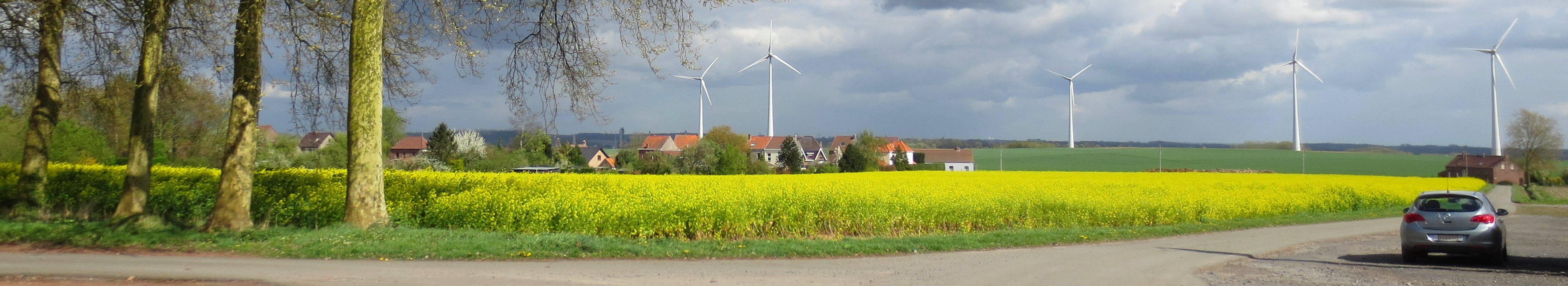
Saint-Maur.